# كيوا (استراليا)
كيوا (بالإنجليزية: Kiewa) هي بلدة صغيرة تقع في ولاية فيكتوريا، أستراليا، ضمن منطقة شمال شرق فيكتوريا. تتبع البلدة إداريًا بلدية شاير وودونغا. حسب تعداد عام 2016، بلغ عدد سكان كيوا 474 نسمة.

## الموقع
تقع كيوا بالقرب من نهر كيوا، وتبعد حوالي 20 كيلومترًا جنوب شرق وودونغا. تشتهر المنطقة بطبيعتها الريفية وتاريخها المرتبط بالزراعة والأنشطة الزراعية.

## المرافق
تضم البلدة عددًا من المرافق المحلية مثل مدرسة ابتدائية ومتاجر صغيرة، وتُعد مركزًا لخدمة المجتمعات الزراعية المحيطة.